# Erythrospermum zeylanicum
Erythrospermum zeylanicum är en tvåhjärtbladig växtart som först beskrevs av Joseph Gaertner, och fick sitt nu gällande namn av Arthur Hugh Garfit Alston. Erythrospermum zeylanicum ingår i släktet Erythrospermum och familjen Achariaceae. Inga underarter finns listade i Catalogue of Life.